# サント・ステーファノ・ダーヴェト
サント・ステーファノ・ダーヴェト(イタリア語: Santo Stefano d'Aveto)は、イタリア共和国リグーリア州ジェノヴァ県にある、人口約1,100人の基礎自治体（コムーネ）。

## 地理

### 位置・広がり

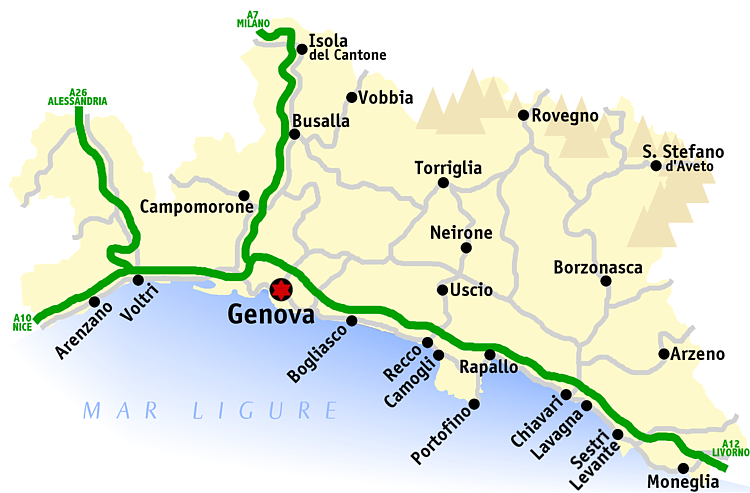
ジェノヴァ県概略図

#### 隣接コムーネ
隣接するコムーネは以下の通り。括弧内のPRはパルマ県、PCはピアチェンツァ県所属を示す。
- ベドーニア (PR)
- ボルツォナスカ
- フェッリエーレ (PC)
- レッツォアーリオ
- トルノロ (PR)

## 行政

### 分離集落
サント・ステーファノ・ダーヴェトには以下の分離集落（フラツィオーネ）がある。
- Allegrezze, Alpicella d'Aveto, Amborzasco, Ascona, Casoni, Casafredda, Cornaleto, Costapelata, Gavadi, Gramizza, La Villa, Montegrosso, Pievetta, Rocca d'Aveto, Villaneri